# Pycnonotidae
I picnonotidi (Pycnonotidae Gray, 1840) sono una famiglia di uccelli passeriformi, diffusi nelle zone tropicali e subtropicali di Africa, Asia e Australasia. Sono  noti con il nome di "bulbul".

## Tassonomia
La famiglia comprende 151 specie in 27 generi:
- Genere Spizixos
  - Spizixos canifrons Blyth, 1845
  - Spizixos semitorques Swinhoe, 1861
- Genere Pycnonotus
  - Pycnonotus zeylanicus (Gmelin, JF, 1789)
  - Pycnonotus striatus (Blyth, 1842)
  - Pycnonotus leucogrammicus (Müller, S, 1836)
  - Pycnonotus tympanistrigus (Müller, S, 1836)
  - Pycnonotus melanoleucos (Eyton, 1839)
  - Pycnonotus priocephalus (Jerdon, 1839)
  - Pycnonotus atriceps (Temminck, 1822)
  - Pycnonotus fuscoflavescens (Hume, 1873)
  - Pycnonotus melanicterus (Gmelin, JF, 1789)
  - Pycnonotus flaviventris (Tickell, 1833)
  - Pycnonotus dispar (Horsfield, 1821)
  - Pycnonotus gularis (Gould, 1836)
  - Pycnonotus montis (Sharpe, 1879)
  - Pycnonotus squamatus (Temminck, 1828)
  - Pycnonotus cyaniventris Blyth, 1842
  - Pycnonotus jocosus (Linnaeus, 1758)
  - Pycnonotus xanthorrhous Anderson, 1869
  - Pycnonotus sinensis (Gmelin, JF, 1789)
  - Pycnonotus taivanus Styan, 1893
  - Pycnonotus leucogenys (Gray, JE, 1835) (bulbul guancebianche[3])
  - Pycnonotus leucotis (Gould, 1836)
  - Pycnonotus cafer (Linnaeus, 1766)
  - Pycnonotus aurigaster (Vieillot, 1818)
  - Pycnonotus xanthopygos (Hemprich & Ehrenberg, 1833)
  - Pycnonotus nigricans (Vieillot, 1818)
  - Pycnonotus capensis (Linnaeus, 1766)
  - Pycnonotus barbatus (Desfontaines, 1789)
  - Pycnonotus somaliensis Reichenow, 1905
  - Pycnonotus dodsoni Sharpe, 1895
  - Pycnonotus tricolor (Hartlaub, 1862)
  - Pycnonotus eutilotus (Jardine & Selby, 1837)
  - Pycnonotus nieuwenhuisii (Finsch, 1901)
  - Pycnonotus urostictus (Salvadori, 1870)
  - Pycnonotus bimaculatus (Horsfield, 1821)
  - Pycnonotus finlaysoni Strickland, 1844
  - Pycnonotus xantholaemus (Jerdon, 1845)
  - Pycnonotus penicillatus Blyth, 1851
  - Pycnonotus flavescens Blyth, 1845
  - Pycnonotus goiavier (Scopoli, 1786)
  - Pycnonotus luteolus (Lesson, 1841)
  - Pycnonotus plumosus Blyth, 1845
  - Pycnonotus cinereifrons (Tweeddale, 1878)
  - Pycnonotus blanfordi Jerdon, 1862
  - Pycnonotus simplex Lesson, 1839
  - Pycnonotus brunneus Blyth, 1845
  - Pycnonotus erythropthalmos (Hume, 1878)
  - Pycnonotus hualon Woxvold, Duckworth & Timmins, 2009
- Genere Arizelocichla
  - Arizelocichla masukuensis (Shelley, 1897)
  - Arizelocichla kakamegae (Sharpe, 1900)
  - Arizelocichla montana (Reichenow, 1892)
  - Arizelocichla tephrolaema (Gray, GR, 1862)
  - Arizelocichla kikuyuensis (Sharpe, 1891)
  - Arizelocichla nigriceps (Shelley, 1889)
  - Arizelocichla neumanni Hartert, 1922
  - Arizelocichla fusciceps (Shelley, 1893)
  - Arizelocichla chlorigula (Reichenow, 1899)
  - Arizelocichla milanjensis (Shelley, 1894)
  - Arizelocichla olivaceiceps (Shelley, 1896)
  - Arizelocichla striifacies (Reichenow & Neumann, 1895)
- Genere Stelgidillas
  - Stelgidillas gracilirostris (Strickland, 1844)
- Genere Eurillas
  - Eurillas virens (Cassin, 1857)
  - Eurillas gracilis (Cabanis, 1880)
  - Eurillas ansorgei (Hartert, 1907)
  - Eurillas curvirostris (Cassin, 1859)
  - Eurillas latirostris (Strickland, 1844)
- Genere Andropadus
  - Andropadus importunus (Vieillot, 1818)
- Genere Calyptocichla
  - Calyptocichla serinus (Verreaux, J & Verreaux, E, 1855)
- Genere Baeopogon
  - Baeopogon indicator (Verreaux, J & Verreaux, E, 1855)
  - Baeopogon clamans (Sjöstedt, 1893)
- Genere Ixonotus
  - Ixonotus guttatus Verreaux, J & Verreaux, E, 1851
- Genere Chlorocichla
  - Chlorocichla laetissima (Sharpe, 1899)
  - Chlorocichla prigoginei De Roo, 1967
  - Chlorocichla flaviventris (Smith, A, 1834)
  - Chlorocichla falkensteini (Reichenow, 1874)
  - Chlorocichla simplex (Hartlaub, 1855)
- Genere Atimastillas
  - Atimastillas flavicollis (Swainson, 1837)
- Genere Thescelocichla
  - Thescelocichla leucopleura (Cassin, 1855)
- Genere Phyllastrephus
  - Phyllastrephus scandens Swainson, 1837
  - Phyllastrephus terrestris Swainson, 1837
  - Phyllastrephus strepitans (Reichenow, 1879)
  - Phyllastrephus cerviniventris Shelley, 1894
  - Phyllastrephus fulviventris Cabanis, 1876
  - Phyllastrephus baumanni Reichenow, 1895
  - Phyllastrephus hypochloris (Jackson, 1906)
  - Phyllastrephus lorenzi Sassi, 1914
  - Phyllastrephus fischeri (Reichenow, 1879)
  - Phyllastrephus cabanisi (Sharpe, 1882)
  - Phyllastrephus placidus (Shelley, 1899)
  - Phyllastrephus poensis Alexander, 1903
  - Phyllastrephus icterinus (Bonaparte, 1850)
  - Phyllastrephus xavieri (Oustalet, 1892)
  - Phyllastrephus leucolepis Gatter, 1985
  - Phyllastrephus albigularis (Sharpe, 1882)
  - Phyllastrephus flavostriatus (Sharpe, 1876)
  - Phyllastrephus alfredi (Shelley, 1903)
  - Phyllastrephus poliocephalus (Reichenow, 1892)
  - Phyllastrephus debilis (Sclater, WL, 1899)
  - Phyllastrephus albigula (Grote, 1919)
- Genere Bleda
  - Bleda syndactylus (Swainson, 1837)
  - Bleda eximius (Hartlaub, 1855)
  - Bleda notatus (Cassin, 1856)
  - Bleda canicapillus (Hartlaub, 1854)
- Genere Criniger
  - Criniger barbatus (Temminck, 1821)
  - Criniger chloronotus (Cassin, 1859)
  - Criniger calurus (Cassin, 1856)
  - Criniger ndussumensis Reichenow, 1904
  - Criniger olivaceus (Swainson, 1837)
- Genere Alophoixus
  - Alophoixus finschii (Salvadori, 1871)
  - Alophoixus flaveolus (Gould, 1836)
  - Alophoixus pallidus (Swinhoe, 1870)
  - Alophoixus ochraceus (Moore, F, 1854)
  - Alophoixus bres (Lesson, 1832)
  - Alophoixus frater (Sharpe, 1877)
  - Alophoixus phaeocephalus (Hartlaub, 1844)
- Genere Acritillas
  - Acritillas indica (Jerdon, 1839)
- Genere Setornis
  - Setornis criniger Lesson, 1839
- Genere Tricholestes
  - Tricholestes criniger (Blyth, 1845)
- Genere Iole
  - Iole virescens Blyth, 1845
  - Iole propinqua (Oustalet, 1903)
  - Iole olivacea Blyth, 1844
  - Iole palawanensis (Tweeddale, 1878)
- Genere Ixos
  - Ixos nicobariensis (Moore, F, 1854)
  - Ixos mcclellandii (Horsfield, 1840)
  - Ixos malaccensis (Blyth, 1845)
  - Ixos virescens Temminck, 1825
- Genere Thapsinillas
  - Thapsinillas affinis (Hombron & Jacquinot, 1841)
  - Thapsinillas longirostris (Wallace, 1863)
  - Thapsinillas mysticalis (Wallace, 1863)
- Genere Hemixos
  - Hemixos flavala Blyth, 1845
  - Hemixos cinereus (Blyth, 1845)
  - Hemixos castanonotus Swinhoe, 1870
- Genere Hypsipetes

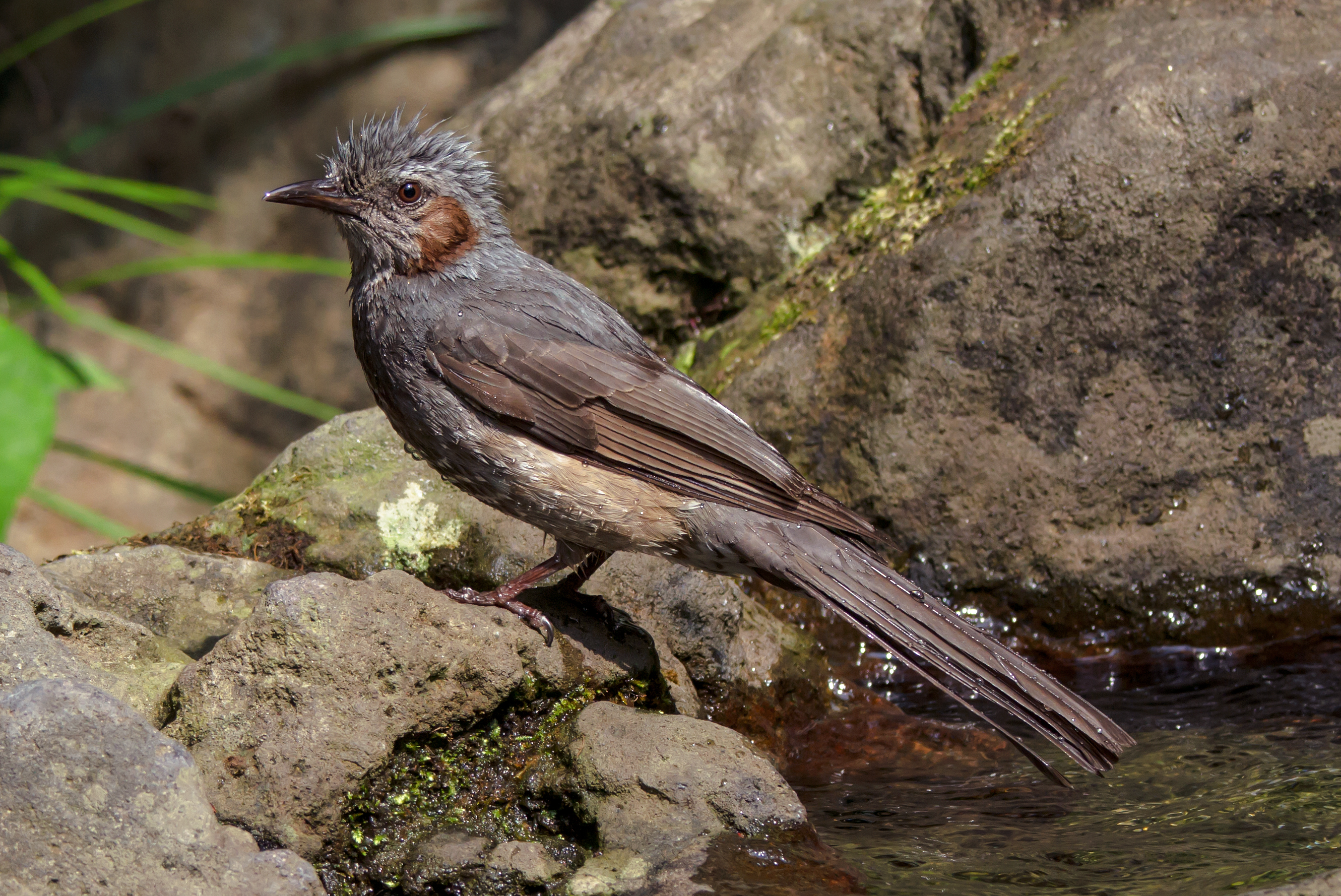
Un Hypsipetes amaurotis, dopo aver giocato con l'acqua.

- - Hypsipetes crassirostris Newton, E, 1867
  - Hypsipetes borbonicus (Forster, JR, 1781)
  - Hypsipetes olivaceus Jardine & Selby, 1837
  - Hypsipetes madagascariensis (Statius Müller, 1776)
  - Hypsipetes parvirostris Milne-Edwards & Oustalet, 1885
  - Hypsipetes moheliensis (Benson, 1960)
  - Hypsipetes leucocephalus (Gmelin, JF, 1789)
  - Hypsipetes ganeesa Sykes, 1832
  - Hypsipetes philippinus (Forster, JR, 1795)
  - Hypsipetes mindorensis (Steere, 1890)
  - Hypsipetes guimarasensis (Steere, 1890)
  - Hypsipetes rufigularis (Sharpe, 1877)
  - Hypsipetes siquijorensis (Steere, 1890)
  - Hypsipetes everetti (Tweeddale, 1877)
  - Hypsipetes amaurotis (Temminck, 1830)
- Genere Cerasophila
  - Cerasophila thompsoni Bingham, 1900
- Genere Neolestes
  - Neolestes torquatus Cabanis, 1875
- Genere Malia
  - Malia grata Schlegel, 1880